# Winter 1783/84
Der extreme Winter von 1783/1784 auf der nördlichen Hemisphäre war Teil einer natürlichen Klimaschwankung und gilt als einer der härtesten überhaupt in Mitteleuropa, war aber auch in Nordamerika und Asien ungewöhnlich. Ihm folgten extreme Überschwemmungen im Februar und März 1784 in Mitteleuropa, die als eine der größten Naturkatastrophen der frühen Neuzeit in dieser Region angesehen werden. Die Ursache dafür wird in besonders schwefelreichen oder besonders heftigen und aschereichen vulkanischen Eruptionen gesehen, die sich in Island ereigneten.

## Vulkanische Ereignisse
Beim Ausbruch der Laki-Krater auf Island (Beginn 8. Juni 1783, Dauer etwa 8 Monate) produzierten insgesamt etwa 130 Krater ein Gesamtvolumen von ungefähr 12 bis 15 km³ Lava. Hinzu kamen Gas- und Aschewolken. Die umfangreichen Mengen ausgestoßenen Schwefeldioxids reagierten mit den Wassertröpfchen der Wolken zu schwefliger Säure und Schwefelsäure. Neben geschätzten 122 Millionen Tonnen Schwefeldioxid traten möglicherweise bis zu 15 Millionen Tonnen Fluorwasserstoff (HF) und 7 Millionen Tonnen Chlorwasserstoff (HCl) aus.
Das hatte verheerende Folgen für das ganze Land: Aufgrund von Vergiftungen siechte das Vieh dahin (→ Fluorose) und die ausgelöste Hungersnot bewirkte, dass schätzungsweise 9350 Menschen in den folgenden Jahren starben, mehr als ein Fünftel der Bevölkerung Islands. In Westeuropa wirkte sich der Ausbruch ebenfalls aus: Die giftige Aerosolwolke legte sich über den gesamten Kontinent, besonders aber über die Britischen Inseln, und wurde als Höhenrauch oder auch „trockener Nebel“ wahrgenommen. Aufzeichnungen berichten, dass der Smog wochenlang am Himmel hing. Vergiftungserscheinungen machten sich durch Atemnot bemerkbar, so dass beispielsweise Bauern kaum noch ihrer Feldarbeit nachgehen konnten. Allein auf den Britischen Inseln starben um die 25.000 Menschen.
Der Ausbruch des Vulkans Asama in Japan 1783 hatte im Vergleich zur Eruption der Laki-Krater einen nur geringen Einfluss auf die Klimaveränderungen.

## Wetterereignisse

### Winter in Nordamerika
Benjamin Franklin berichtet von einem bemerkenswert kalten Winter in Philadelphia. Er war damals amerikanischer Botschafter in Paris und vermutete, dass die Kälte das Resultat eines Staubnebels in der Atmosphäre über Europa und Nordamerika war. Die Kälte war so stark, dass der Hafen von New York City zehn Tage lang zufror und Schlitten den Long-Island-Sund überqueren konnten.

### Winter in Europa

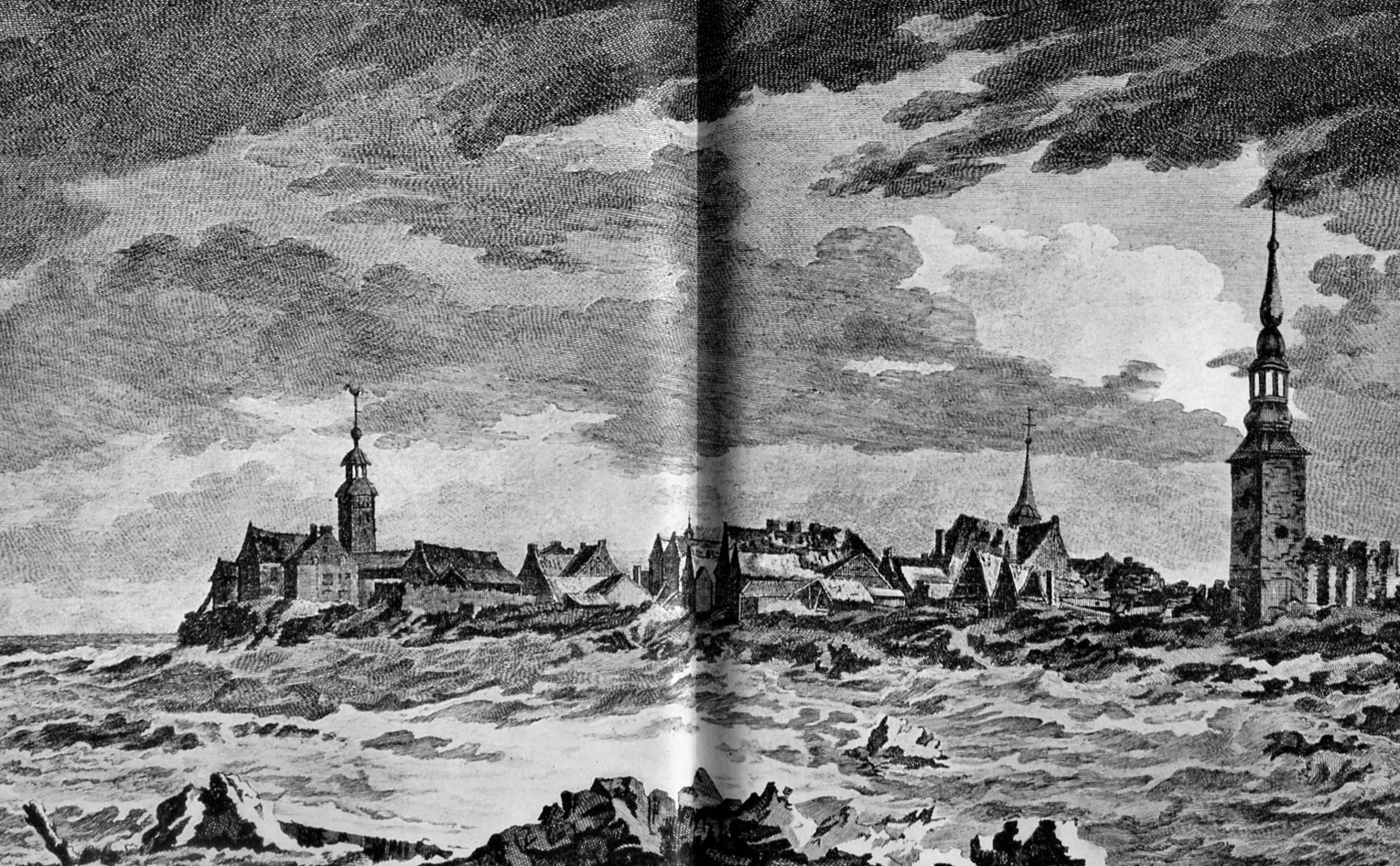
Stahlstich der Eisflut des Jahres 1784 in Mülheim am Rhein

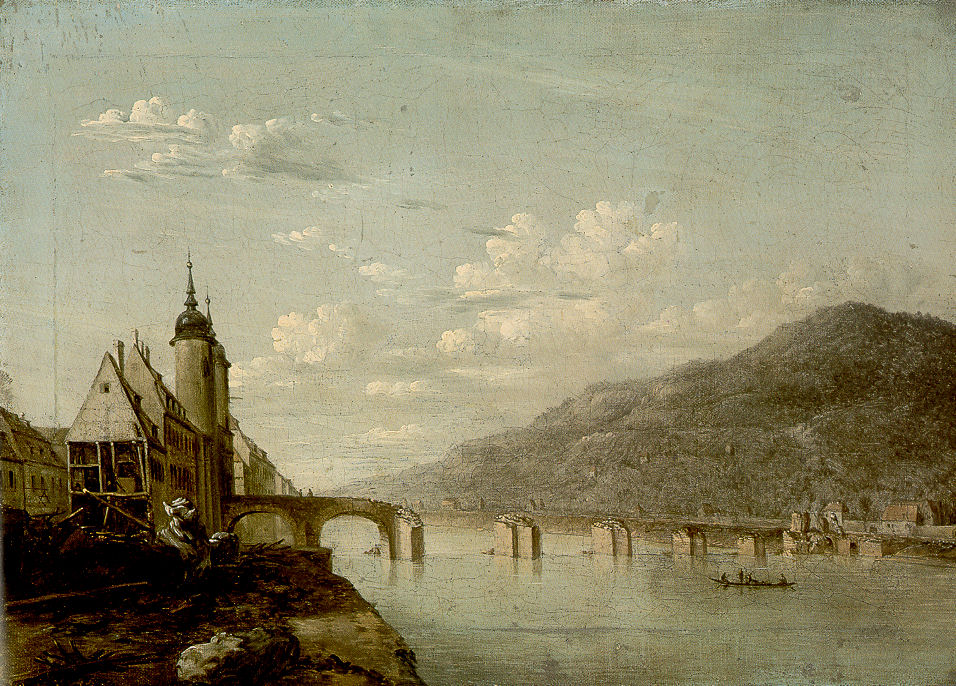
Ferdinand Kobell: Die zerstörte Alte Brücke in Heidelberg nach dem Eisgang, 1784

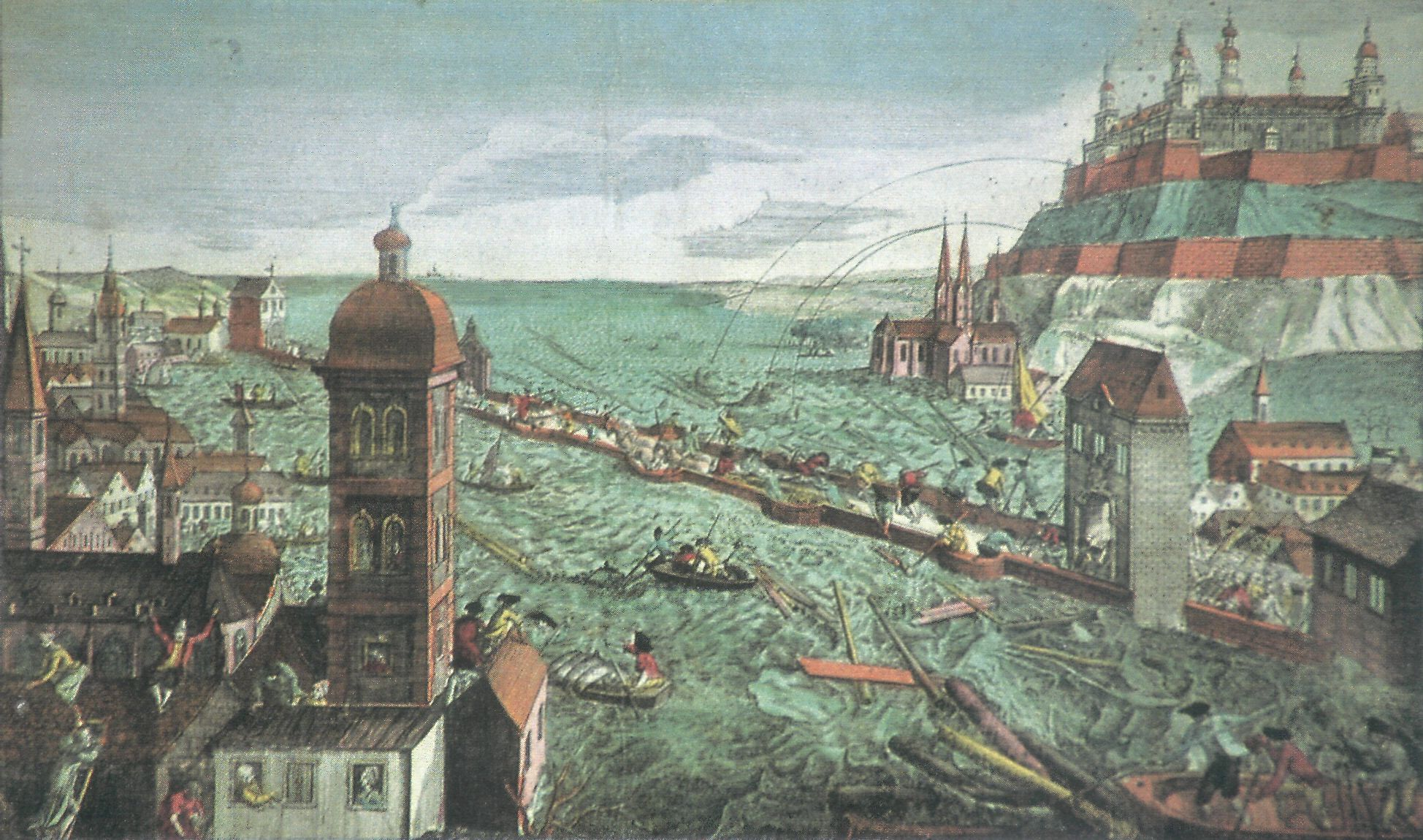
Hochwasser in Würzburg

Im gesamten europäischen Raum war der Winter außergewöhnlich kalt und schneereich. Wissenschaftler gehen davon aus, dass 1784 die Durchschnittstemperatur um ein Grad Celsius niedriger lag als üblich.
Die Frostperiode hielt in Mainfranken insgesamt 13 Wochen an. Die Kälte begann im Dezember 1783, und es froren daraufhin fast alle Gewässer in Mitteleuropa zu. Der Große Belt in Dänemark war schon so stark zugefroren, dass man ihn mit Schlitten und Wagen überqueren konnte. Um den 26./27. Dezember 1783 trat bei den Temperaturen eine kurze Besserung ein, bis zum Jahresende fielen sie jedoch erneut stark. Diese extreme Kälte hielt bis Mitte Januar 1784 an. Von Mitte Januar bis zum 21./22. Februar wurde diese Kaltphase immer wieder von kurzen Phasen mit etwas milderen Temperaturen unterbrochen. In diesem Zeitraum fiel auch häufig Schnee.
Der Winter war von Dezember bis Februar sehr schneereich. Vom 24. Dezember 1783 bis zum 21. Februar beobachtete man beispielsweise in Mannheim 29 Schneefallereignisse, die teilweise tagelang anhielten. Der Schnee wuchs in manchen Regionen auf mehr als 150 Zentimeter Höhe an, wobei am 27. und 28. Dezember 1783 im Rhein-Neckar-Raum um die 45 Zentimeter Schnee fielen. Der Februar brachte ebenfalls viel Schnee und Eis.
Ganz Europa wurde von Ende Dezember 1783 bis in den Januar von einer Kältewelle heimgesucht, die vom Schwarzen Meer bis an den Atlantik reichte. In Frankreich war es so kalt, dass in den Dörfern Wölfe auftauchten, um Vieh zu reißen. Die Schneemengen im Winter 1783/84 schränkten die Agrarproduktion in verschiedenen deutschen Ländern in solch erheblichem Maße ein, dass es zu gravierenden Versorgungsengpässen kam. Um diese Verknappungen zu überbrücken, griffen die jeweiligen Regierungen kontrollierend ein. In Königsberg wurde so viel Getreide gespeichert, dass nicht genügend Raum dafür vorhanden war. Im Darmstädtischen erfroren mehrere Menschen. Auf der sächsischen Elbe bildeten sich Eisschollen, die immer dichter wurden, und in der Nacht vom 28. auf den 29. Dezember war der Strom vor der Augustusbrücke in Dresden zugefroren.
In Frankfurt am Main führte man im Januar 1784 wegen der anhaltenden strengen Kälte und zur Unterstützung der Armen Brot- und Holzsammlungen durch. Es wurden 14.752 Brote à sechs Pfund verteilt. In Speyer feierte man in bescheidenem Rahmen auf dem zugefrorenen Rhein, um mit den Einnahmen dieser Benefizveranstaltung ebenso der Armut entgegenzuwirken. Aus Angst vor einem möglichen Eisgang verordnete man in Köln und Bamberg öffentliche Gebete. In Stuttgart ließ man im Hof der Militärakademie einen Luftball steigen, der erleuchtet und mit einem kleinen Feuerwerk versehen war. Aus den Einnahmen dieser Veranstaltung kaufte man für die Armen der Stadt Holz, da die Preise dafür sehr hoch waren.
Am 7. Januar wurden in Leipzig morgens um sieben Uhr minus 17,5 Grad Réaumur (−21,9 °C) gemessen. In Weida im Vogtland zeigte das Réaumursche Thermometer, ebenso am 7. Januar, morgens minus 21 Grad Réaumur (−26,3 °C). Doch auch im kalten Januar 1784 waren in Sachsen wärmere Abschnitte zu verzeichnen. Vom 15. bis zum 17. Januar herrschte Tauwetter, wobei eine maximale Temperatur von +5 °C erreicht wurde.
Diese meteorologische Konstellation, das Abwechseln von kälteren zu wärmeren Perioden, setzte sich im Februar 1784 fort und führte zu einem Auftürmen von Eis auf der Elbe, da dem kalten Januarabschnitt über Deutschland bis zum 21./22. Februar ein immer wieder von kurzen wärmeren Phasen unterbrochener kalter Abschnitt folgte. Der starke Frost hielt bis Ende Februar 1784 an, wodurch sich die Eismassen auf der Elbe bis zu 110 Zentimeter auftürmten. Hinzu kamen erhebliche Schneefälle im Kurfürstentum, die die Versorgungslage schwieriger werden ließen.

### Schneeschmelze
Um den 23. Februar brachte ein plötzlicher Warmlufteinbruch die enormen Schneemassen, die sich im Winter angesammelt hatten, zum Schmelzen. Diese Warmluft wurde durch ein blockierendes Hochdruckgebiet über Osteuropa ausgelöst, das in Mitteleuropa eine südwärts orientierte Zirkulation zur Folge hatte. Die Veränderung der Großwetterlage führte in Mainfranken wie auch in weiten Teilen Europas warme Luftmassen aus westlichen und südlichen Richtungen heran. Der Winter war vorher überdurchschnittlich lange von den Großwetterlagen Hoch Mitteleuropa und Ost geprägt, wobei sehr kalte Luftmassen aus nördlichen und östlichen Richtungen herangeführt worden waren. Der Warmlufteinbruch wurde infolge großräumiger Aufgleitbewegungen von hohen Niederschlägen geprägt.
Bedingt durch die rasche und starke Erwärmung, die von heftigen Regenfällen begleitet war, kam es in den letzten Tagen des Februars 1784 zum Bruch und Aufstau des Eises in Deutschlands Flüssen. Aufgrund der enormen Schmelzwassermassen, des Eisstaus und der starken Niederschläge begannen die Pegel sehr schnell zu steigen. An allen größeren Haupt- und Nebenflüssen erfolgte der Eisgang gleichzeitig. Erschwerend kam hinzu, dass sich durch zeitweise herrschende Tauphasen mehrere Eisdecken übereinander geschoben hatten, die dann wieder festgefroren waren.
Nach diesem Warmlufteinbruch trat kurze Zeit später, bedingt durch die erneute Änderung der Großwetterlage, wieder Kälte ein, die Niederschläge ließen nach und die Pegel sanken rasch ab. Das blockierende Hoch hatte sich aufgelöst, und die vorherigen Wetterlagen konnten sich wieder etablieren. Es strömte wieder Kaltluft aus nördlichen und östlichen Richtungen nach Mitteleuropa.

### Hochwasser im Frühjahr 1784
Das Hochwasserereignis wird als eine der größten Naturkatastrophen der frühen Neuzeit in Mitteleuropa angesehen. Das Hochwasser verwüstete ganze Talzüge, unzählige Brücken wurden zerstört. Es wird auch als „Jahrhundert-Eisgang“ oder „Eisflut“ bzw. „Winterhochwasser von 1784“ bezeichnet.
Köln wurde vom schlimmsten jemals verzeichneten Hochwasser heimgesucht. Beim erwähnten Temperatursprung war der Rhein fest zugefroren, während die Schneeschmelze sowie das aufbrechende Eis für einen Rekordpegel von 13,55 Metern sorgten – zum Vergleich, der Normalpegel beträgt 3,48 Meter. Die Fluten, auf denen schwere Eisschollen trieben, verwüsteten weite Teile der Uferbebauung und zerstörten alle Schiffe. Einzelne Gebäude, darunter auch Befestigungsbauten, stürzten aufgrund des Schollengangs ein. 65 Tote waren zu beklagen. In Beuel überstanden nur ganz wenige Bauten mit Steinfundament die Eisbrocken; alle Fachwerkhäuser wurden weggeschwemmt. Die rechtsrheinisch gelegene alte bergische Stadt Mülheim am Rhein, heute ein Kölner Stadtteil, wurde vollständig zerstört. Auch die Bäume des berühmten Nussbaumwaldes auf der Namedyer Werth (seit 1857 Halbinsel) nahe Andernach wurden durch die Eisschollen oberhalb ihrer Wurzeln regelrecht abgeschnitten. Der Andernacher Alte Krahnen entging der Katastrophe durch den rheinaufwärts angebauten Basalteisbrecher.

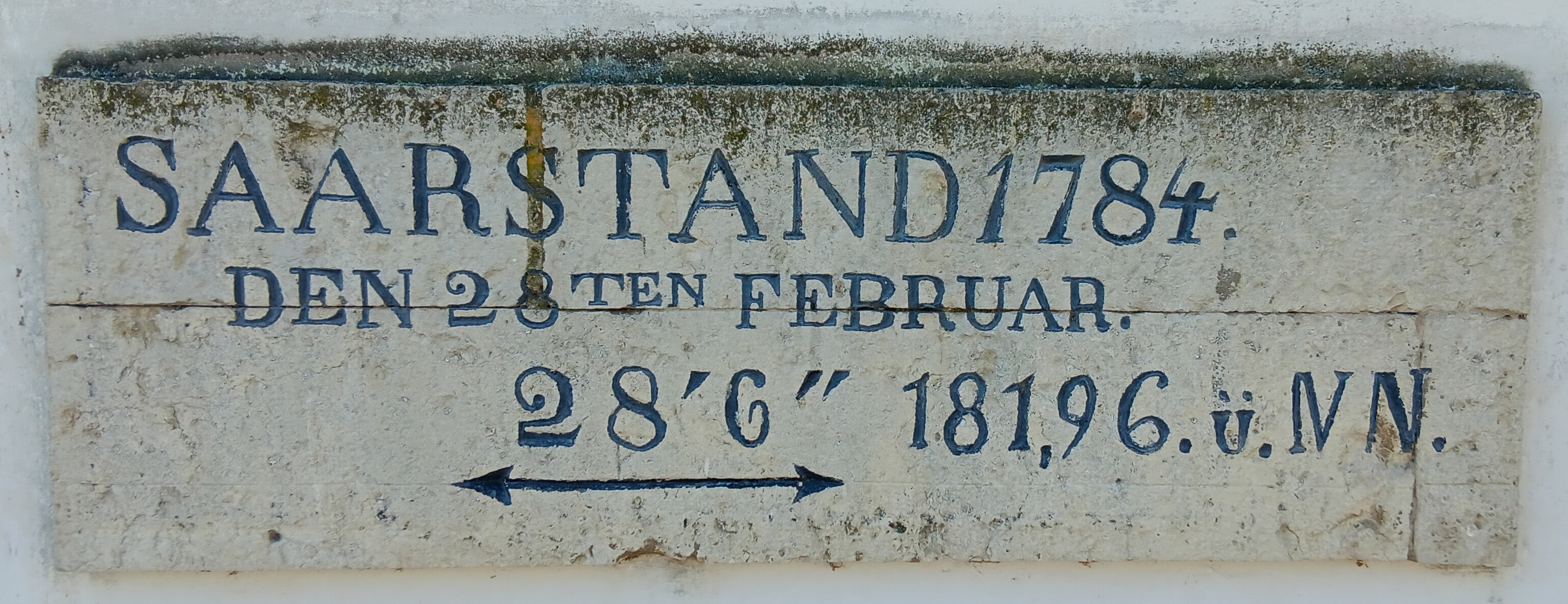
Tafel mit Hochwasserstand im Jahre 1784 an der Alten Kommandantur in Saarlouis

An der Mosel ist das Eishochwasser 1784 das bis heute höchste durch Hochwassermarken bezeugte Winterhochwasser. In Trier wurde der Höchststand des Wassers am 28. Februar 1784 beobachtet. Das Wasser reichte dort bis zum Pferdemarkt und in die Jakobsgasse hinein. An der Alten Kommandantur am Großen Markt in Saarlouis befindet sich eine Tafel, die den Wasserstand der Saar von 1784 markiert.

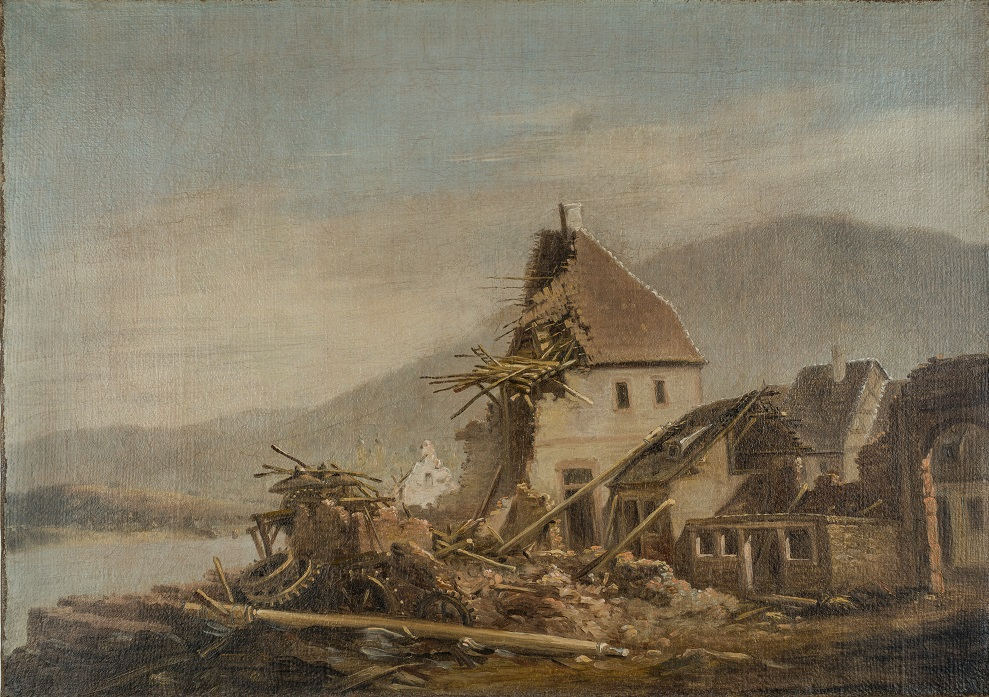
Neckarhausen nach der Hochwasserkatastrophe, Februar 1784

Der Neckar verursachte in Heidelberg das größte Hochwasser in historischer Zeit. Die Folgen der Flut wurden durch den Eisgang verschärft. Neben der Alten Brücke wurden 39 Gebäude zerstört und 290 beschädigt. In ähnlicher Weise betroffen waren weitere Gemeinden, vor allem Neckarhausen, auf dem weiteren Weg des Neckars Richtung Mündung, einschließlich Mannheimer Innenstadt. Nach Seckenheim nahm der Fluss teilweise den Weg eines alten Mündungsarms und überschwemmte das einige Kilometer entfernte Neckarau. Die Naturkatastrophe war Anlass zur Errichtung erster Hochwasserschutzmaßnahmen zwischen Edingen und Mannheim. Unter anderem wurde unter der Regentschaft von Kurfürst Karl Friedrich von Baden am Neckarufer von Edingen ein aus Sandstein gefertigter Eisbrecher installiert.
Auch der Main führte extremes Hochwasser. Dieses nach 1342 (Magdalenenhochwasser) zweithöchste Hochwasser wird im mittleren Maingebiet als 300- bis 500-jährliches Ereignis eingestuft. Die Hochwassermarke am Rathausportal von Würzburg zeigt für dieses Hochwasser einen Maximalpegel von 173,83 m ü. NN, das sind 94 cm über dem Wert von 1845. Im Vergleich zu dem am Pegel registrierten Hochwasser von 1845 hatte das Hochwasser von 1784 einen Pegelstand von 928 Zentimetern, bei einem Abfluss von 2600 m³/s. In Bamberg fiel dem größten Hochwasser aller Zeiten die Uferbebauung im Mühlenviertel zum Opfer. Auch die Brücken wurden stark beschädigt. Insbesondere die erst 1756 fertiggestellte Seesbrücke, die heutige Kettenbrücke, mit ihrer barocken Ausstattung wurde durch Eisschollen und mitgerissene Baumstämme zerstört. In Marktbreit wurde der damalige Fachwerk-Verladekran zerstört und später durch einen Steinbau mit Eisbrecher ersetzt.
Ende Februar / Anfang März 1784 ereignete sich im böhmischen und sächsischen Elbtal eines der schwersten je aufgezeichneten Frühjahrshochwasser. Die wochenlang zugefrorene Elbe brach innerhalb kürzester Zeit auf, stieg pro Stunde um bis zu 32 cm und erreichte in Dresden am 1. März einen Stand von 8,57 m (Durchfluss 5200 m³/s). Das war der höchste Stand seit 1655. Im gesamten Elbtal wurden die Städte und Dörfer großflächig unter Wasser gesetzt. In Dresden stand das Wasser im Hof des Zwingers einen Meter hoch. Die Zerstörungskraft der Flut war durch die Wucht des mitgeführten Treibgutes und der Eisschollen besonders groß. In Wegstädtl in Böhmen stürzte die gotische Kirche ein. In Dresden und Meißen wurden die Elbbrücken schwer beschädigt. Während in zahlreichen Orten das Vieh nicht gerettet werden konnte, war die Zahl der Todesopfer angesichts der Schwere der Flut vergleichsweise gering. In Meißen kamen neun Menschen in den Fluten ums Leben. Die alte Poststraße zwischen Meißen und Dresden wurde wegen des Hochwassers in flutsichere Gebiete verlegt (vgl. Weiberstein). Obwohl sich die Elbe bereits am 6. März wieder in ihrem angestammten Lauf bewegte, gestalteten sich die Aufräumarbeiten schwierig, da einsetzender Frost die überfluteten Häuser und Flächen mit einer Eisschicht überzog. Die damaligen Pegelstände wurden vielerorts erst beim Elbhochwasser 1845 übertroffen. Weiter elbabwärts, im Bereich des Herzogtums Magdeburg zwischen Aken und Sandau, kam es erst Anfang April zu extremen Hochwassern mit Deichbrüchen, u. a. zwischen Cracau und Prester bei Magdeburg. Schwer getroffen wurden auch das Gebiet um die Mündung der Saale in die Elbe bei Calbe (Saale) und der Abschnitt nördlich der Stadt Jerichow bis Sandau, alles Gebiete, die auch vom Hochwasser 2013 besonders betroffen waren.
Nachdem die Lahn in Weilburg eine Brücke mit Wasserleitung zerstört hatte, entstand hier nach dem Wiederaufbau die erste Kettenbrücke des europäischen Kontinents.
Auch kleinere Flüsse wie der Glan in Ulmet (Pfalz) oder die Paar in Baar-Ebenhausen (Bayern) führten Hochwasser.